# Северная ПЭС
Северная ПЭС — проектируемая приливная электростанция в губе Долгая-Восточная на Кольском полуострове в Мурманской области.
Данная электростанция будет обладать мощностью 12 МВт при годовой выработке энергии 23,8 млн кВт·ч. В отличие от Кислогубской ПЭС, эта станция является не опытной, а опытно-промышленной. Проект принадлежит РусГидро и находится на стадии практической реализации. Срок строительства займёт 3-4 года при стоимости порядка 4 млрд руб..
В 2011 году стоимость строительства Северной ПЭС уточнена и составила 18 млрд руб., а также был предложен вариант существенного снижения стоимости строительства ПЭС.

## Экономическая сторона
Реализация проекта строительства ПЭС позволит решить следующие задачи:
- Развитие производства электроэнергии на основе экологически чистого возобновляемого источника энергии — энергии приливов (гидроресурс Мирового океана стабилен).
- Замещение органических энергоносителей, существенная экономия органического топлива, сохранение запасов углеводородов.
- Создание условий для экономического развития регионов Севера Европейской части России.
- Снижение дефицита мощности в ОЭС Европейской части России.
- Экспорт электроэнергии в страны Скандинавии, Центральной Европы.
- Разработка и внедрение передовых технологий в области гидроэнергетики.

Уточнённая в 2011 году стоимость строительства Северной ПЭС составила 18 млрд руб или более 500 млн долларов США (43 млн USD за 1 МВт)

## История проекта
Подготовительные работы по строительству Северной ПЭС начались ещё в СССР, однако из-за развала Советского Союза и нехватки средств проект заморозили.

### Хроника
- 2007 год — научно-изыскательные работы, в результате которых были определены места, где могла бы расположиться станция.
- 29 мая 2008 года Межведомственная комиссия по размещению производительных сил Мурманской области одобрила декларацию о намерениях «Строительство Северной ПЭС».[4].
- 26 августа 2009 года пройдут общественные слушания предварительных материалов ОВОС Северной ПЭС[5].
- К концу 2009 года ОАО «РусГидро» планирует завершить разработку ТЭО[6].
- Начало возведения планировалось на 2012 год[7][8], в 2013 году проект реализации опытно-промышленной Северной ПЭС был перенесен[9]
- 2013 год — зимняя экспедиция Географического факультета МГУ (кафедры гидрологии суши, метеорологии и климатологии). Проведены гидрологические и метеорологические наблюдения в районе губы Долгой.
- В 2013 году компания Русгидро прекратила реализацию инвестиционного проекта «Опытно-промышленная Северная ПЭС, в том числе НИОКР»[10]

## Экологическая сторона
Если ПЭС будет построена, то экономия топлива будет равна 7,7 тыс. т.у.т. Данная станция предотвратит выброс в атмосферу 12 тыс. тонн углекислого газа ежегодно.